# 마트레라성

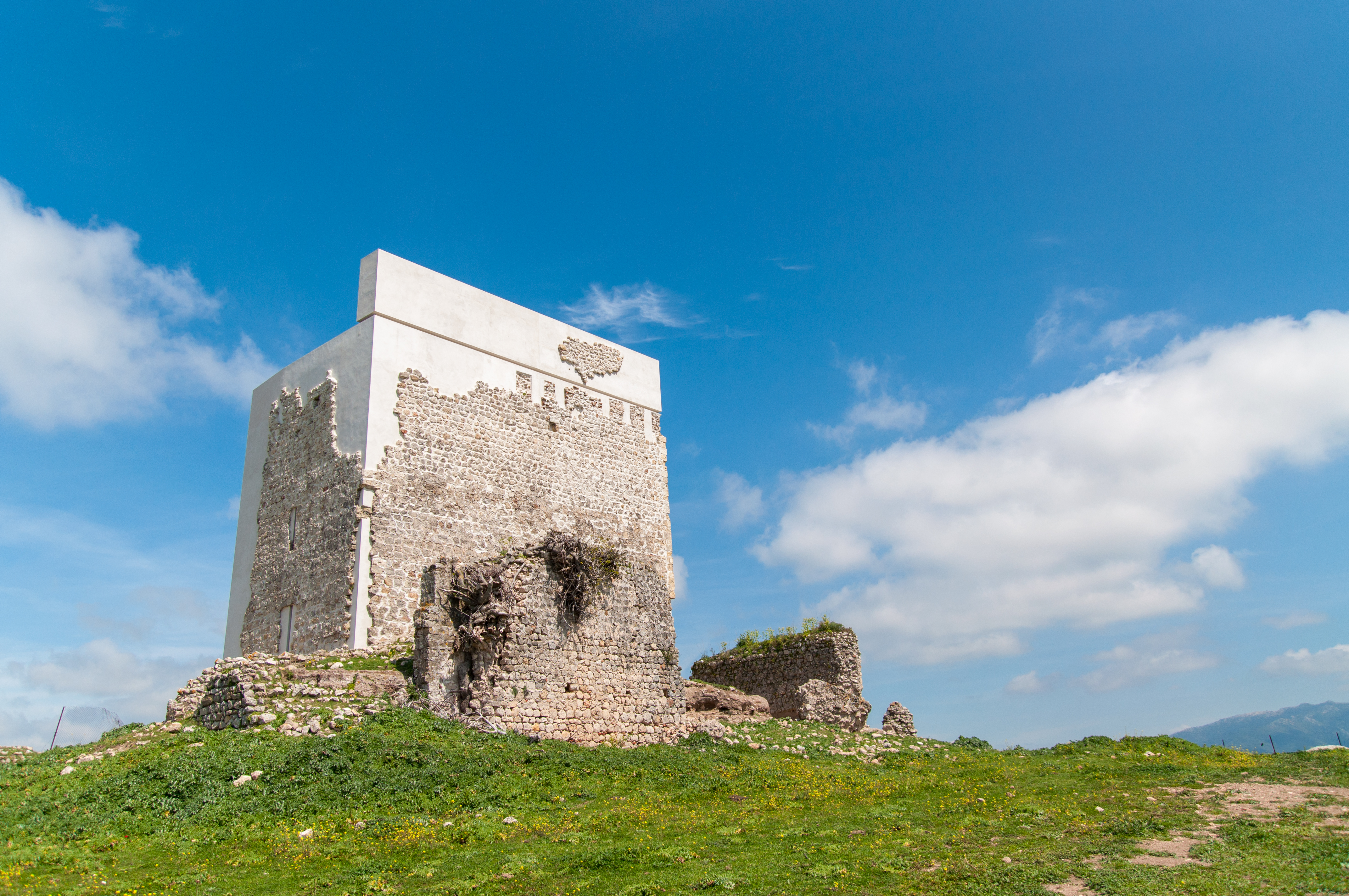
복원된 마트레라성

마트레라성(스페인어: Castillo de Matrera / Torre Matrera)은 스페인 비야마르틴에 지어진 중세의 성이다. 건축연대는 9세기경으로 거슬러 올라가며 1949년 스페인 국가문화재로 지정되었다. 또 1985년에는 중요문화유산(Bien de Interés Cultural)으로 선정되기도 했다. 이후 2015년 큰 논란 끝에 복원사업이 마무리되어 지금의 모습을 갖추게 되었다.

## 보존
2010년까지 마트레라성은 남아있는 부분이 성벽 일부에 지나지 않았으며, 2013년에는 폭우가 내리는 바람에 유적이 더더욱 훼손되었다. 결국 2010년부터 건축가 카를로스 케바도의 주도로 보존사업이 진행되어 2015년에 완료되었다. 성탑 일부는 현장에서 발굴한 표본에 맞춰 회반죽으로 재현해놨으며, 원래 있던 큰 벽돌들을 그대로 둬서 성의 원래 모양을 표시하게 했다. 케바도는 유적을 보존하는 것 뿐만 아니라 "탑이 원래부터 지니고 있던 질량, 질감, 색조 등을 복원하는 것"을 목표로 삼았고, 스페인의 관련 규정에 따라 원래의 구조물과 새로 추가된 부분을 확실히 구별짓고자 했다고 밝혔다.
그러나 복원이 진행되면서 현지에서는 비판의 목소리가 일부 터져나왔는데, 스페인의 문화유산 단체인 이스파니아 노스트라는 복원사업을 두고 "정말이지 끔찍하다"고 표현했다. 반면 고고학계에서는 좋은 평이 나왔고 2016년에는 아르키타이저 A+ 상의 건축보존 부문에서 후보로 올라 일반투표에서 승리하기도 했다. 〈가디언〉 지는 복원된 디자인이 신브루탈리즘이라면서 "원래 무어인 건축가들이 의도했을 당당함 (clout)"을 잘 살려냈다며 호평을 냈다.